# نوكيا 5210

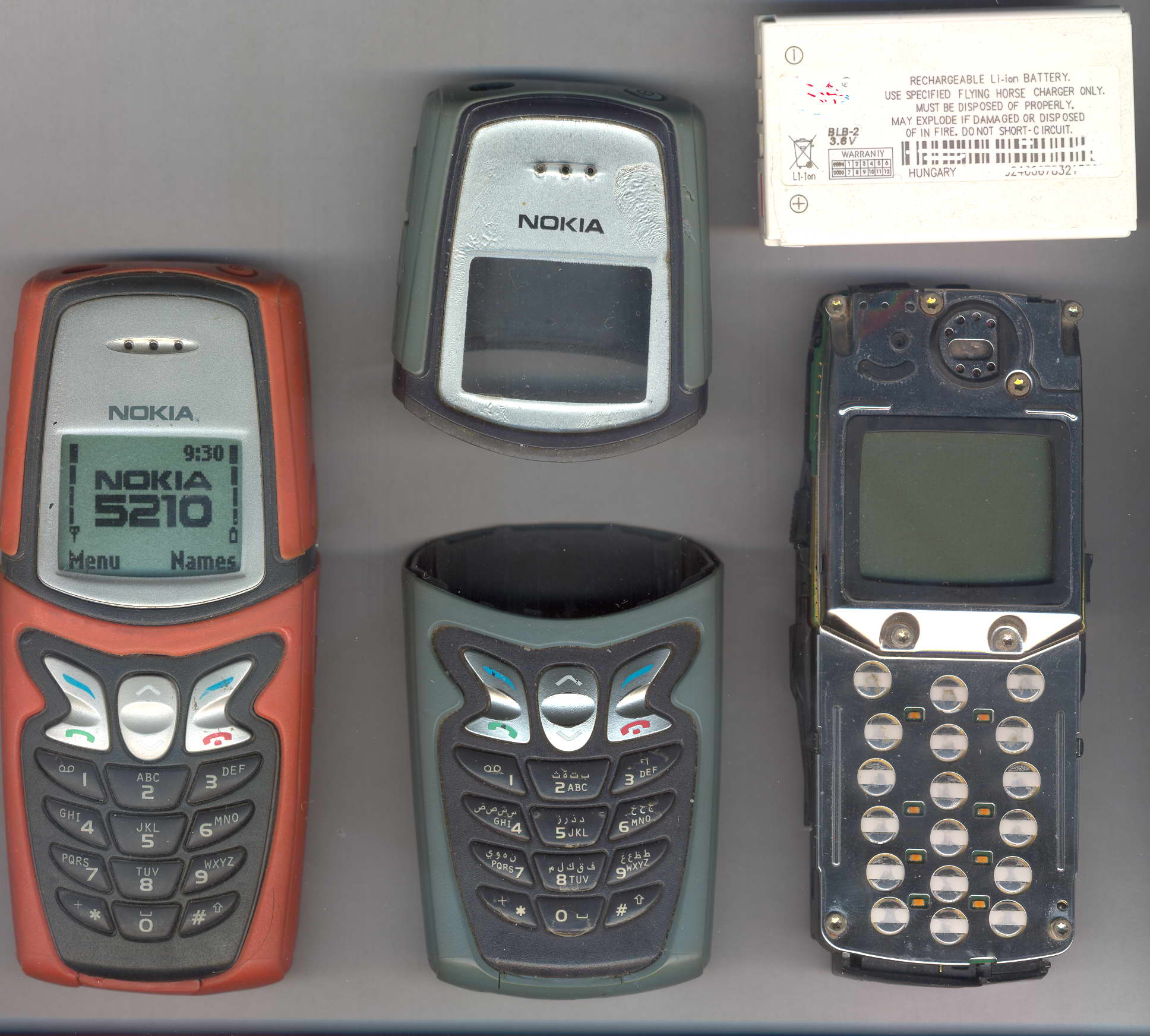
نوكيا 5210

نوكيا 5210 هو أحد أجهزة نوكيا، شركة الهواتف والتقنية النقالة. يأتي هذا الجهاز مع شاشة نوعها 84 * 48 ذو لون واحد (مونوكروم). تم إصدار هذا الجهاز في 2002. أما بالنسبة لوضعية إنتاجه الحالية فلم يعد يتم إنتاجه. تقنيته/تردده هي النظام العالمي للإتصالات المتنقلة. جيل الجهاز هو DCT3. عامل الشكل (التصميم) للجهاز هو "قطعة حلوى.